# OpenLMI
OpenLMI (En abrégé: Open Linux Management Infrastructure) est une suite logicielle open-source qui fournit une infrastructure de gestion commune pour les systèmes Linux, bâtie sur la spécification WBEM pour les services et CIM Schema pour le modèle de données. Une partie de son implémentation est basée sur OpenPegasus.
Les opérations disponibles incluent la configuration de divers paramètres et services du système d'exploitation, la configuration des composants matériels et la surveillance des ressources système.
Les services fournis par OpenLMI respectent le standard WBEM: Ils sont donc accessibles localement et à distance, à l’aide de plusieurs langages de programmation et d’API normalisées, avec les API capables de communiquer avec des serveurs WBEM.